# Nea Moni

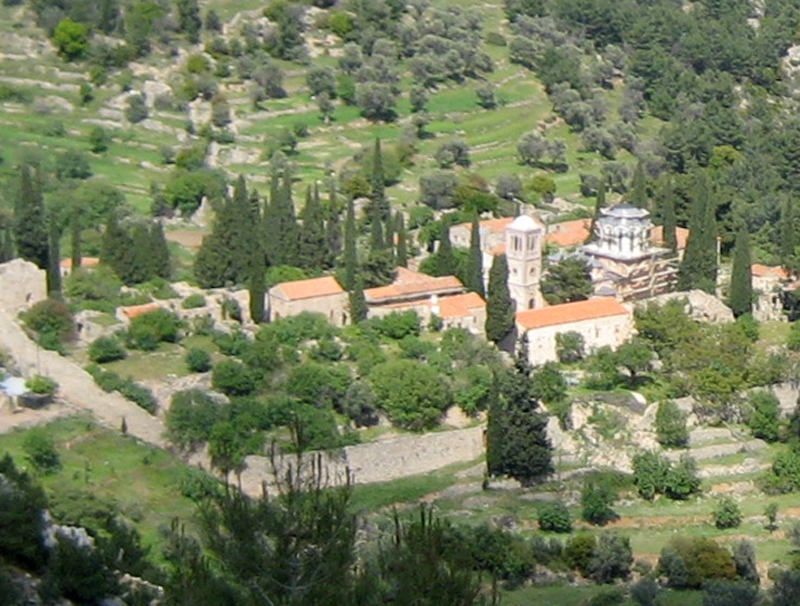
Ansicht der Klosteranlage

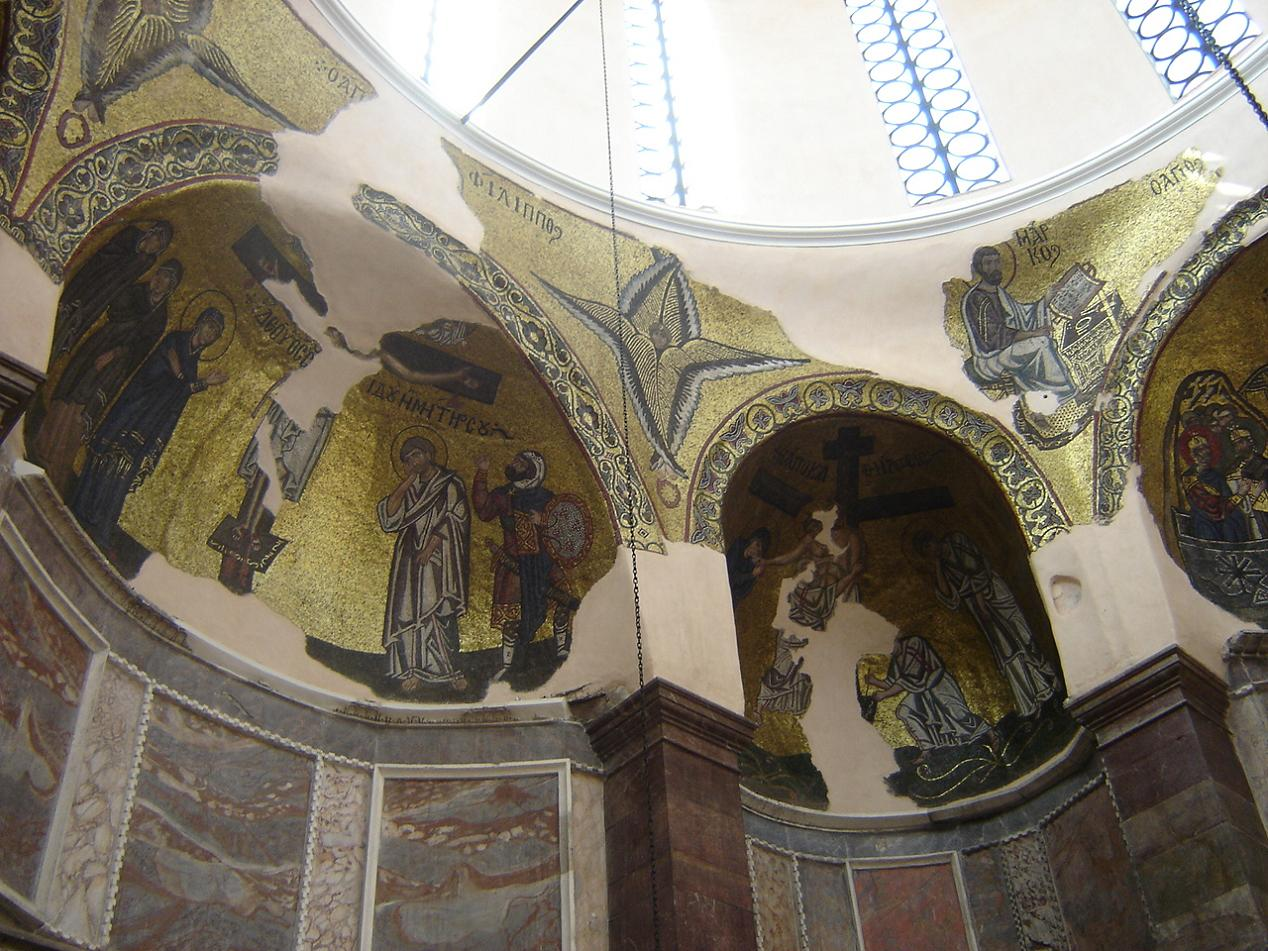
Innenraum der Kirche mit Mosaiken

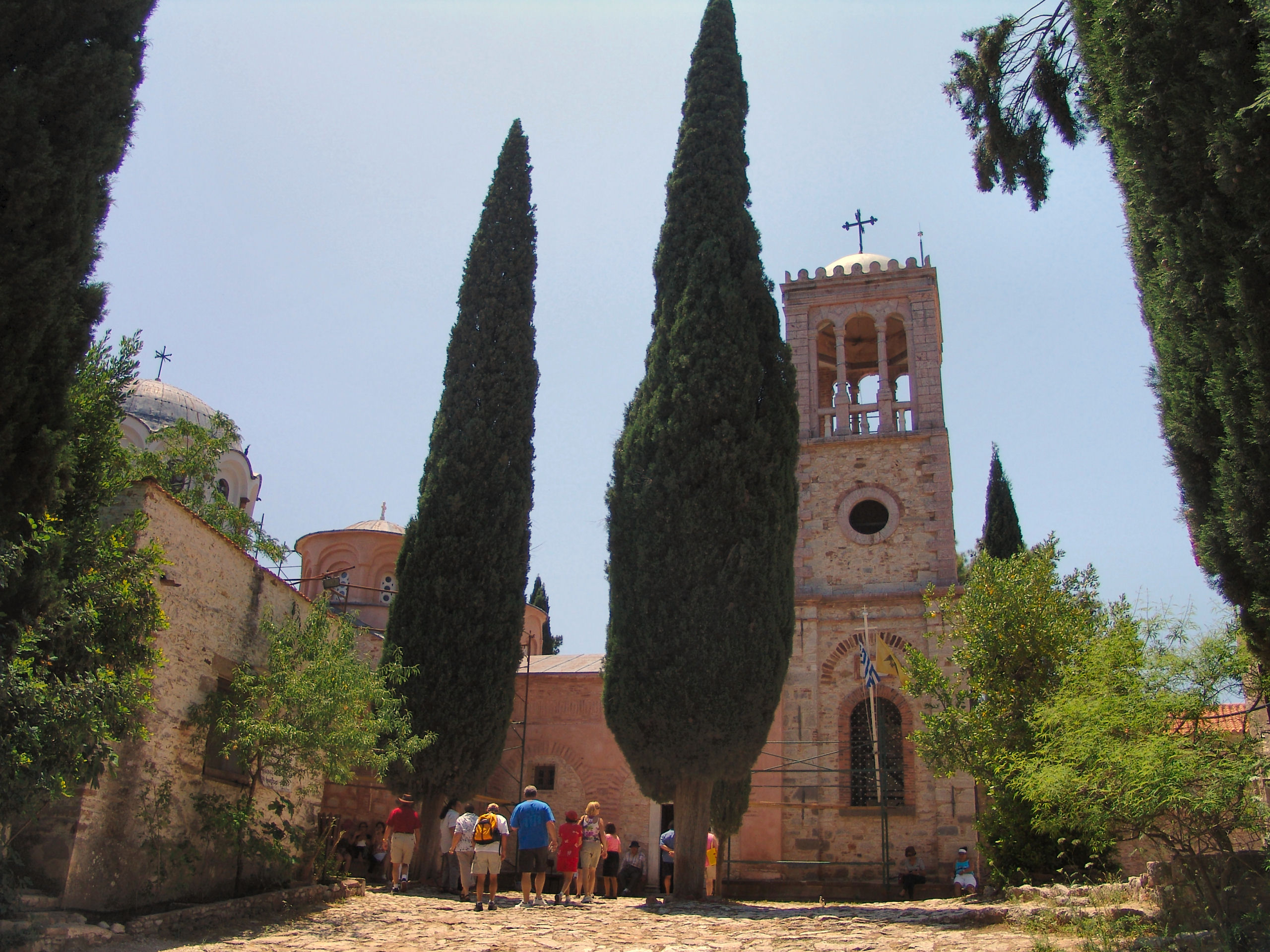
Innerhalb der Klosteranlage

Nea Moni (griechisch Νέα Μονή Néa Moní, ‚neues Kloster‘) ist der Name eines byzantinischen Klosters auf der griechischen Insel Chios. Es gehört zusammen mit dem Kloster Daphni bei Athen und dem Kloster Hosios Lukas bei Delphi zu den drei wichtigsten griechischen Sakralbauten des 11. Jahrhunderts und ist vor allem für seine Mosaiken berühmt. 1990 wurden die drei Klöster als eine gemeinsame Welterbestätte in die Liste des Weltkulturerbes der UNESCO aufgenommen. Das Kloster ist Mariä Himmelfahrt geweiht.

## Lage
Das Kloster befindet sich in einem dicht mit Zypressen bewaldeten Tal 15 km westlich von Chios-Stadt zwischen Karyes und Avgonyma.

## Geschichte
Bevor das Kloster gegründet wurde, stand der Legende nach an dessen Stelle eine kleine Kirche, die von drei Mönchen errichtet wurde, die an diesem Platz eine Ikone der Heiligen Jungfrau Maria an einem Myrrhestrauch gefunden hatten.
Das Kloster wurde 1042 durch den byzantinischen Kaiser Konstantin IX. Monomachos und seine Frau Kaiserin Zoe gestiftet. Konstantin hatte im Exil auf Lesbos der Ikone der heiligen Theotokos gelobt, er würde ein Kloster an der Fundstelle der Ikone bauen, wenn er Kaiser werden würde. Konstantin IX. gelang dies durch seine Vermählung mit der Kaiserin Zoe.
Jahrhundertelang war das Kloster das bedeutendste religiöse Zentrum der Insel Chios. Es erreichte den Höhepunkt seiner Macht nach dem Fall des Byzantinischen Reiches.
Einfluss und Ansehen des Klosters blieben bis 1822 erhalten, als nach dem Massaker von Chios, das die Osmanen nach dem misslungenen griechischen Aufstand verübten, viele Chioten im Kloster Zuflucht suchten. Die meisten von ihnen wurden getötet, darunter 600 Mönche. Die Opfer wurden in der Kapelle zum Heiligen Kreuz, die sich neben dem Eingangstor des Klosters befindet, beerdigt. Dem Kloster wurde durch Brandstiftung und Verwüstung schwerer Schaden zugefügt.
1857 wurden unter dem Abt Gregorios Photeinos umfangreiche Restaurierungsarbeiten am Katholikon ausgeführt. Die Kuppel der Kirche und der Glockenturm stürzten beim Erdbeben von Chios 1881 ein. Die Kuppel wurde 1900 wieder aufgebaut und in den 1960er Jahren wurden die Mosaiken restauriert.
Das Kloster wird derzeit von Nonnen bewohnt, in einem zweigeschossigen Zellengebäude nordwestlich des Katholikons ist das kleine Museum des Klosters untergebracht.

## Beschreibung
Das Kloster besteht aus der Hauptkirche, dem Katholikon mit Esonarthex und Exonarthex, zwei kleineren Kirchen, einem Refektorium (Trapeza), den Klosterzellen (kelia) und einer halbunterirdischen Zisterne. An der nordwestlichen Seite des Klosters befindet sich eine Bastion, die einen Teil der Schutzmauer bildet, die den gesamten Komplex umgibt.
Der Achtstützenbau der Hauptkirche des Klosters ist eine Variation des im 10. Jahrhundert entstandenen mittelbyzantinischen Typus der Kreuzkuppelkirche.

## Mosaiken
Die Klosterkirche enthält einige der bedeutendsten Mosaiken der mittelbyzantinischen Epoche. Themen der Mosaike sind unter anderem Darstellungen des Pantokrators in der Kuppel, Szenen aus dem Leben Christi und der Erzengel Michael und Gabriel.

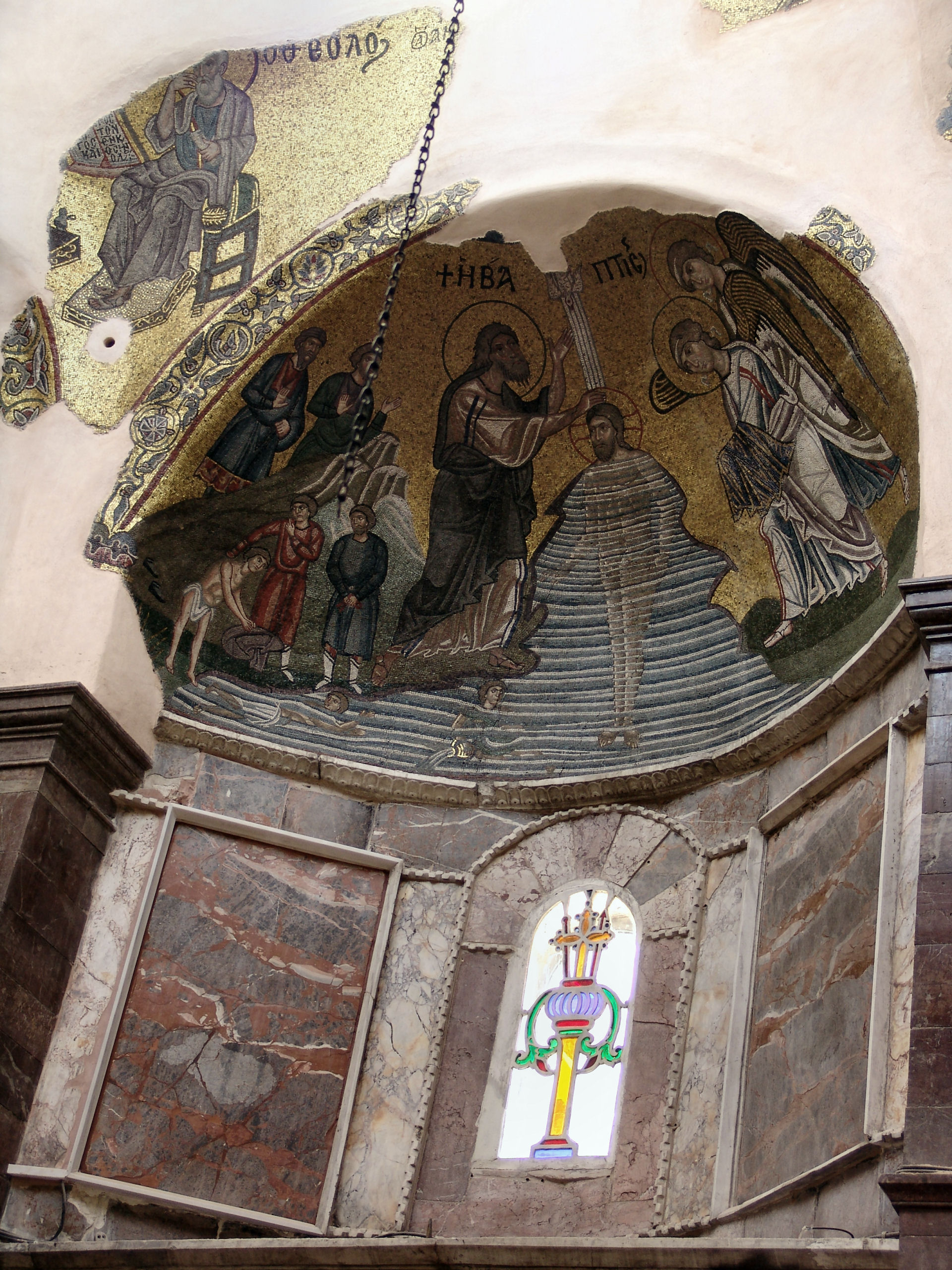
Taufe Christi, Klosterkirche Nea Moni, um 1050
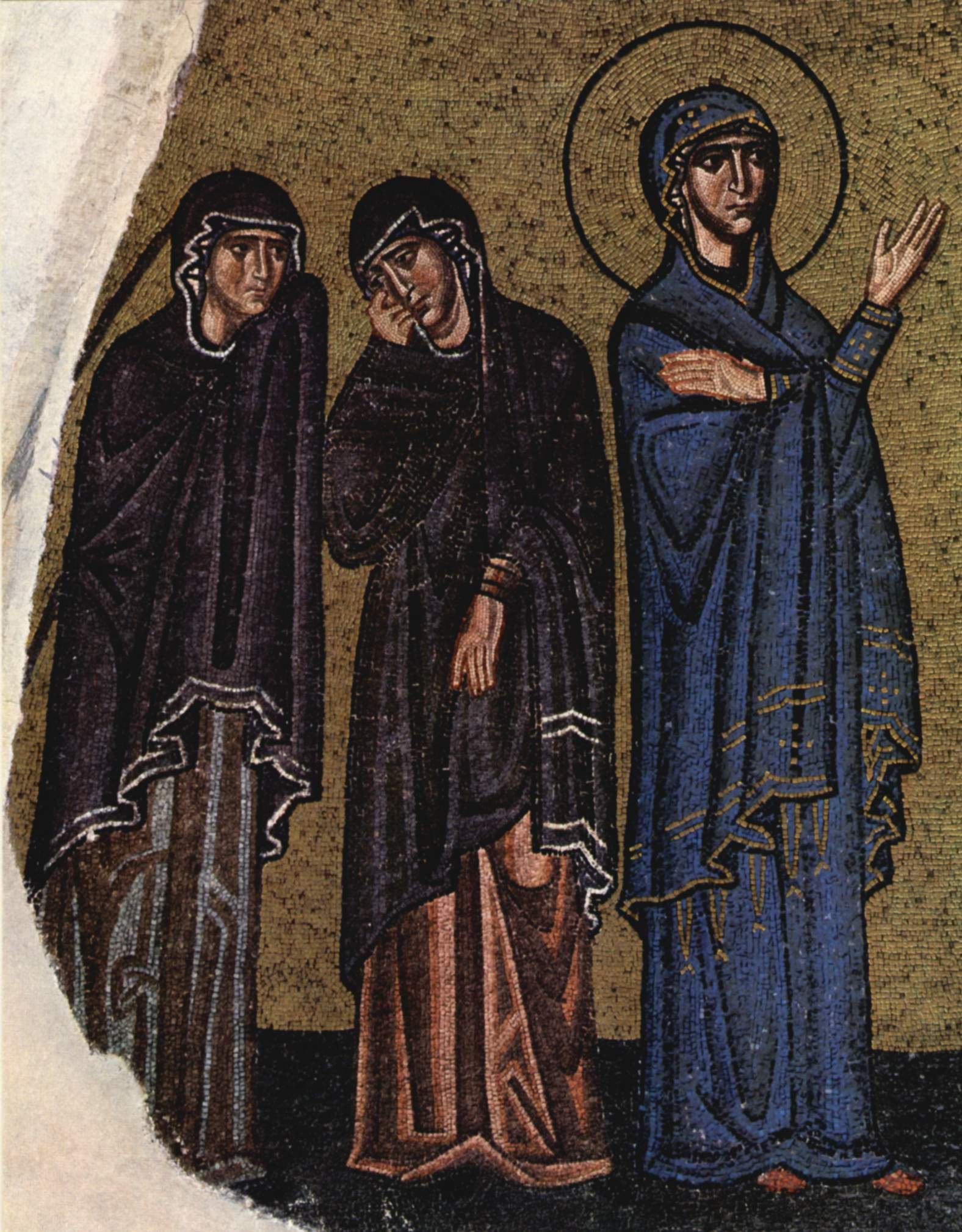
Kreuzigung Christi, Detail: Maria, Klosterkirche Nea Moni
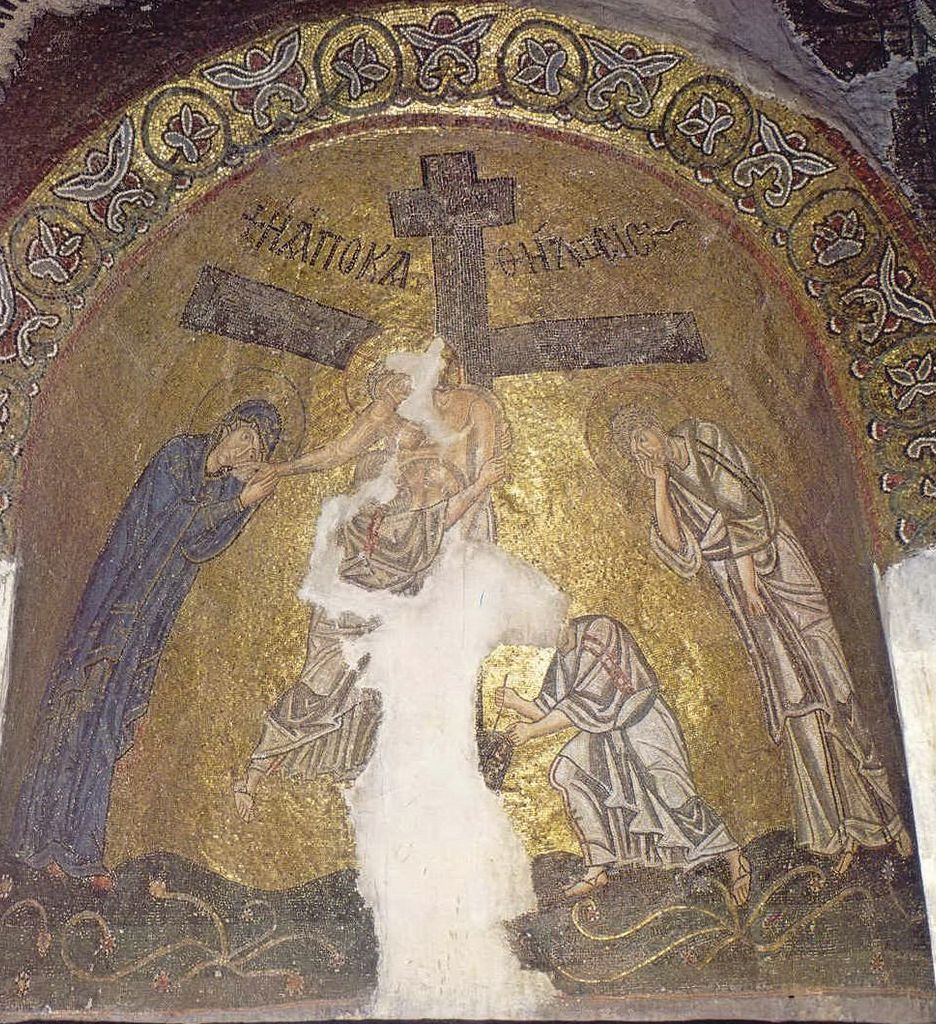
Kreuzabnahme, Klosterkirche Nea Moni
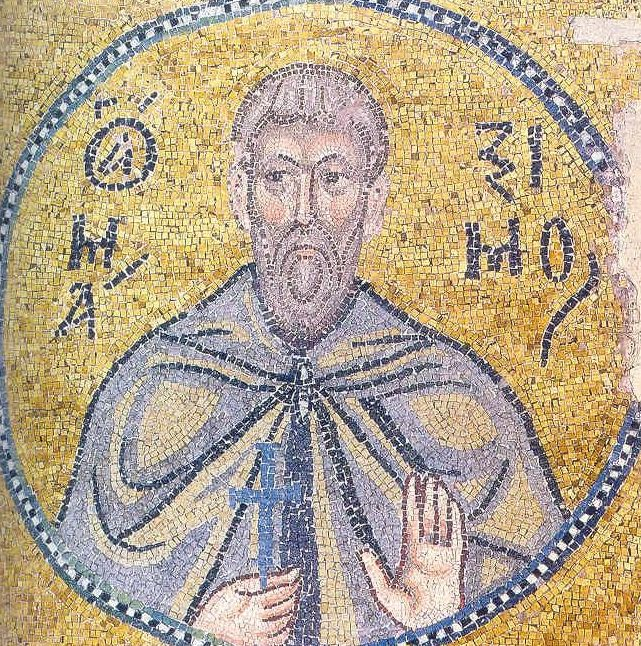
Heiliger Maximus, Klosterkirche Nea Moni
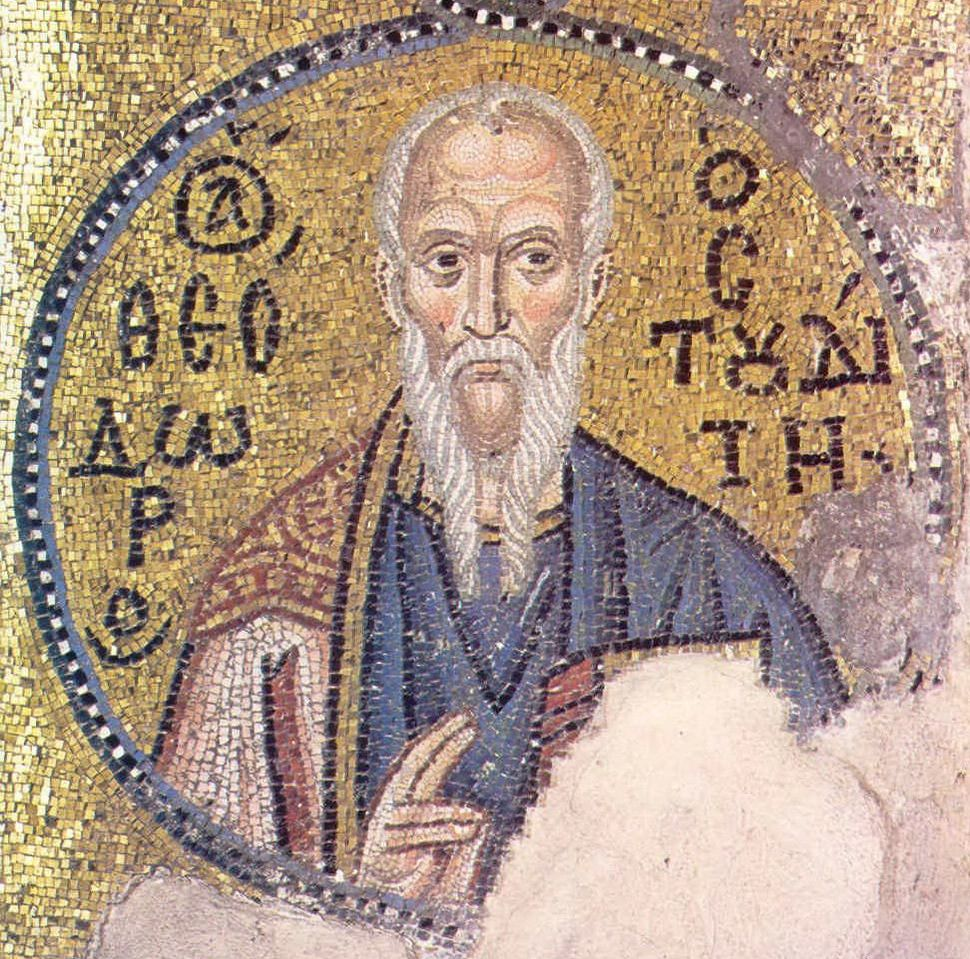
Heiliger Theodor Studites, Klosterkirche Nea Moni
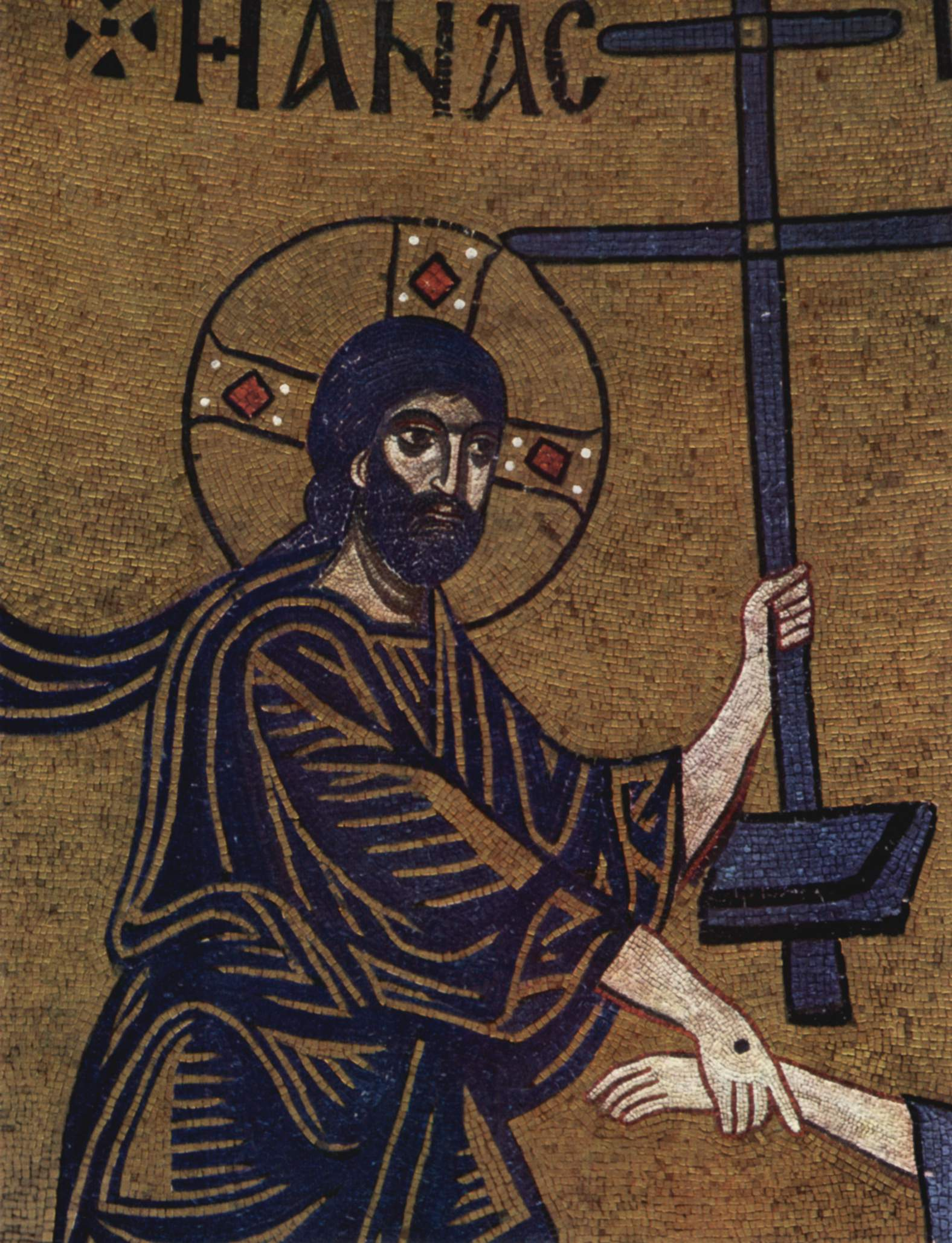
Mosaik Höllenfahrt Christi, Detail: Christus; Klosterkirche Nea Moni